# ISO 3166-2:GL
ISO 3166-2:GL è uno standard ISO che definisce i codici geografici della Groenlandia, nazione costitutiva del Regno di Danimarca, ed è un sottogruppo del codice ISO 3166-2.
Tali codici sono stati assegnati alle cinque municipalità del paese e sono formati dalla sigla GL-, seguita da due lettere.

## Codici attuali
I nomi delle suddivisioni sono elencati come nello standard ISO 3166-2 pubblicato dalla ISO 3166 Maintenance Agency (ISO 3166/MA). Essi sono indicati anche in groenlandese, il cui codice ISO 639-1 è kl.
| Codice | Comuni     | Comuni                   |
| Codice | Italiano   | Groenlandese             |
| ------ | ---------- | ------------------------ |
| GL-AV  | Avannaata  | Avannaata Kommunia       |
| GL-KU  | Kujalleq   | Kommune Kujalleq         |
| GL-QE  | Qeqqata    | Qeqqata Kommunia         |
| GL-QT  | Qeqertalik | Kommune Qeqertalik       |
| GL-SM  | Sermersooq | Kommuneqarfik Sermersooq |

## Modifiche
Le seguenti modifiche al sottogruppo sono state annunciate nella newsletter ISO 3166/MA dopo la prima pubblicazione dello standard ISO 3166-2 nel 1998:
| Newsletter      | Data       | Descrizione della modifica nella newsletter                                                    | Modifica del codice/suddivisione      |
| --------------- | ---------- | ---------------------------------------------------------------------------------------------- | ------------------------------------- |
| Newsletter II-2 | 2010-06-30 | Aggiunta e aggiornamento della struttura amministrativa e delle fonti della lista e dei codici | Suddivisioni aggiunte: 4 municipalità |